# Gardi Hutter

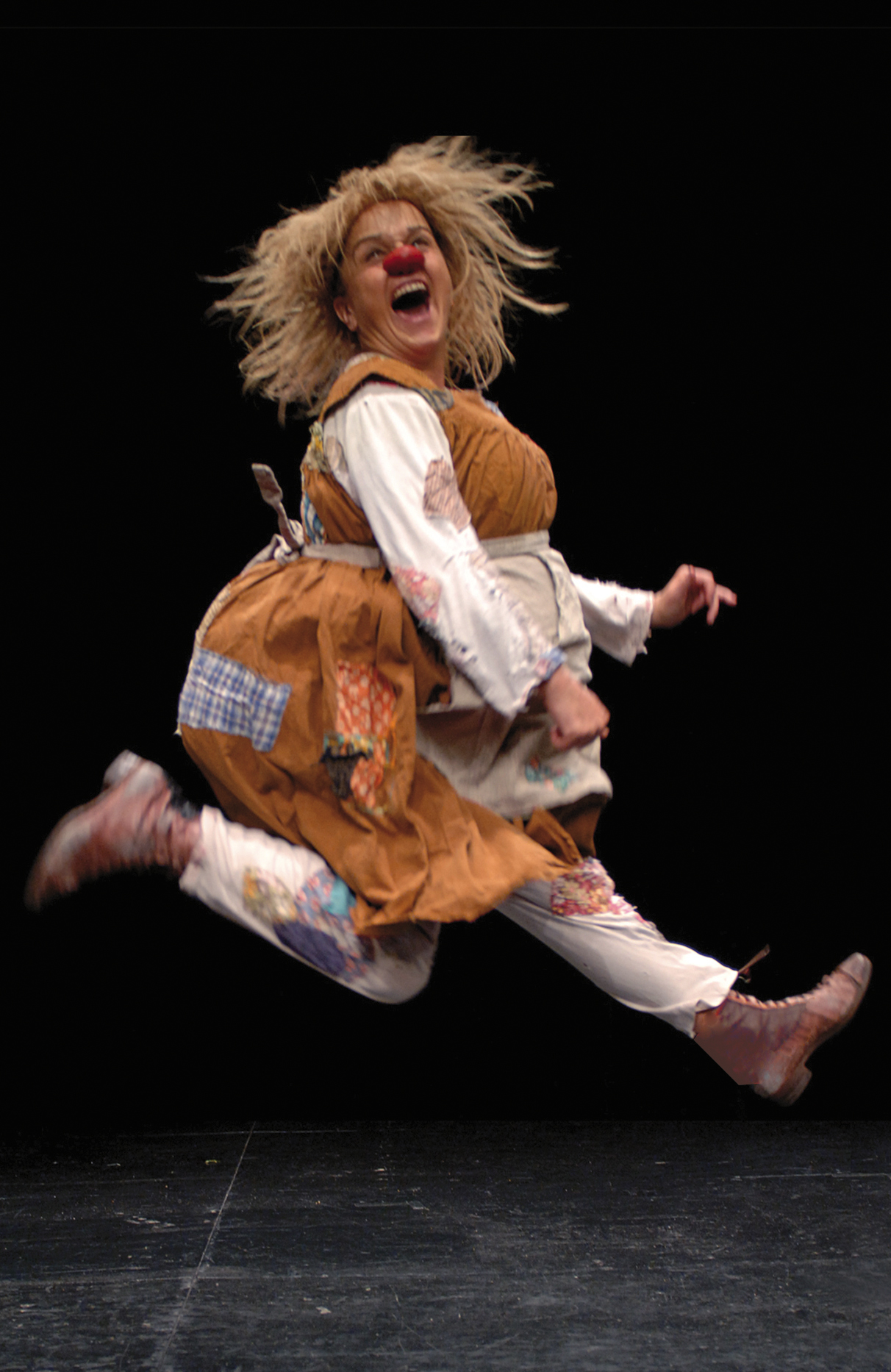
Gardi Hutter als Jeanne d’ArPpo

Gardi Hutter (* 5. März 1953 in Altstätten SG) ist eine Schweizer Schauspielerin und Autorin und vor allem Clown-Komödiantin mit eigenen Kleinkunst-Programmen, zumeist abseits von Zirkus-Manegen.
Seit 1981 tourte Gardi Hutter mit ihrem «Clownesken Theater» bisher durch 35 Länder mit über 3700 Vorstellungen. Sie kreierte neun abendfüllende Theaterstücke, ein Zirkusprogramm, drei Musicals und erhielt siebzehn Kunstpreise.

## Leben
Gardi Hutter begann nach ihrer Matura an der Kantonsschule am Burggraben im Alter von 21 Jahren eine dreijährige klassische Schauspiel- und Theaterpädagogik-Ausbildung an der Schauspiel-Akademie Zürich und arbeitete ein Jahr in beiden Berufen. Danach machte sie eine dreijährige Clownsgesellenzeit in Italien mit Mario Gonzales, Pantalone des Théâtre du Soleil, Nani Colombaioni von I Colombaioni, bekannt durch den Fellini-Film I Clowns und Ferruccio Cainero vom Teatro Ingenuo.
Ab den 1980ern trat sie auf Kleinkunst-Bühnen in der Schweiz und den Nachbarländern auf. Neben Deutsch und Englisch spricht sie Italienisch und Französisch. Da sie mit ihrem Clown-Theater nicht auf sprachliche Vermittlung angewiesen ist, kam es zu Liveauftritten und Fernsehaufzeichnungen in dreizehn Ländern, darunter in Osteuropa, Süd- und Nordamerika.
Für die nationale Feier 700 Jahre Eidgenossenschaft spielte sie 1991 als Reinemach-Clownin im Nationalratssaal des Schweizer Parlaments die Hofnärrin. Beim Festspiel 700 Jahre Altstätten in ihrer Heimatstadt 1998 war sie Co-Autorin. In der Spielzeit Winter 1997/98 übernahm sie eine Darsteller-Rolle in der Inszenierung Romulus der Große im Schauspielhaus Zürich. Gardi Hutter trat mit ihren Programmen schon verschiedentlich am Arosa Humor-Festival auf, so auch 2011 bei dessen 20. Ausgabe.
Hutter war von 1978 bis 1992 verheiratet mit Ferruccio Cainero. Aus dieser Ehe gingen die Sängerin Neda Cainero und der Perkussionist Juri Cainero hervor, die mit Gardi Hutter in der Produktion Gaia Gaudi mit auf der Bühne stehen. Hutter schreibt auch Kinderbücher. Im Frühling 2021 ist zum 40-Jahr-Jubiläum ihrer Bühnenfigur Hanna die Biografie «Trotz allem. Gardi Hutter» erschienen, die sie mit der Autorin Denise Schmid erarbeitet hat.

## Zitat
«Wer Clown werden will, muss seine eigene Figur kreieren, er muss etwas Eigenes finden und das ist ohne grosse Krisen nicht möglich. Wenn du Frau bist, hast du noch immer grundsätzliche Zweifel, ob’s überhaupt möglich ist. Du hast nicht die Modelle, die schon bewiesen haben, dass es geht.»

## Werke

### Bücher
Ihre Mamma mia!-Kinderbücher im Nord-Süd Verlag wurden illustriert von Catherine Louis und in mehrere Sprachen übersetzt:
- Mamma mia! Lass das Zaubern. Nord-Süd, Gossau/Zürich 1997.
- Mamma mia! Was haben wir geweint. Nord-Süd, Zürich 1999.
- Mamma mia! Geh nicht weg. Nord-Süd, Zürich 2001.

Im Sauerländer Verlag erschien ebenfalls eine Kindergeschichte, mit farbigen Bildern von Peter Gut:
- Der kleine See und das Meer. Sauerländer, Aarau 2001.

### Tondokumente
- Mamma mia! Lass das Zaubern. / Mamma mia! Was haben wir geweint. (Beides schwyzertüütsch). Audio-CD, Jumbo, 2000, ISBN 978-3-89592-466-8.

### Filme
- 1989: Fata Morgana (Darstellerin; Produktion: Cinégroupe, Regie: M. Schillig)
- 1993: Hanna & Rocky (Darstellerin und Co-Drehbuchautorin; Regie: Beat Kuert, Buch: Hutter/Kuert)
- 2006: Alles bleibt anders (Darstellerin; Regie: Güzin Kar)
- 2007: Tell (Darstellerin; Regie: Mike Eschmann)

### Bühnen-Programme
- 1981: Jeanne d’ArPpo – Die tapfere Hanna. Solo (von Cainero u. Hutter, Regie: Ferruccio Cainero)
- 1984: Abra Catastrofe – Eine Hexenkomödie. Mit Minnie Marx (von Cainero u. Hutter u. Marx, Regie: Ferruccio Cainero)
- 1988: So ein Käse – Solo (von Cainero u. Hutter u. Mark Wetter, Regie: Ferruccio Cainero)
- 1994: Sekretärin gesucht. Mit Eric Amton Rohner (von Cainero, Hutter, Barbara Frey, Regie: Ferruccio Cainero)
- 1998: Das Leben ist schon lustig genug. Mit Ueli Bichsel (von und mit Ueli Bichsel u. Gardi Hutter)
- 2000: Hanna & Knill. Beim Schweizer National-Circus Knie) (6 Clownnummern mit Ueli Bichsel, Neda und Maite)
- 2003: Die Souffleuse. Solo (Regie:  Fritzi Bisenz + Ueli Bichsel)
- 2004: Drei Bräute für ein Halleluja. Mit Sandra Studer und Sue Mathys (Regie Dominik Flaschka)
- 2006: HonkyStonky. Kindermusical von und mit Gardi Hutter, Erika Stucky und Shirley Hoffmann (Regie Ueli Bichsel)
- 2010: Die Schneiderin. Solo (von Gardi Hutter und Michael Vogel, Regie: Michael Vogel (Familie Flöz)
- 2014: Wanderful. Mit Sandra Studer und Michael von der Heide
- 2019: GAIA GAUDI. Gardi Hutter & Co, vom 6. bis 10. Februar auch in der Ufa-Fabrik in Berlin
- 2021: Die tapfere Hanna am 26. Juni in der Ufa-Fabrik in Berlin

## Internationale Auszeichnungen

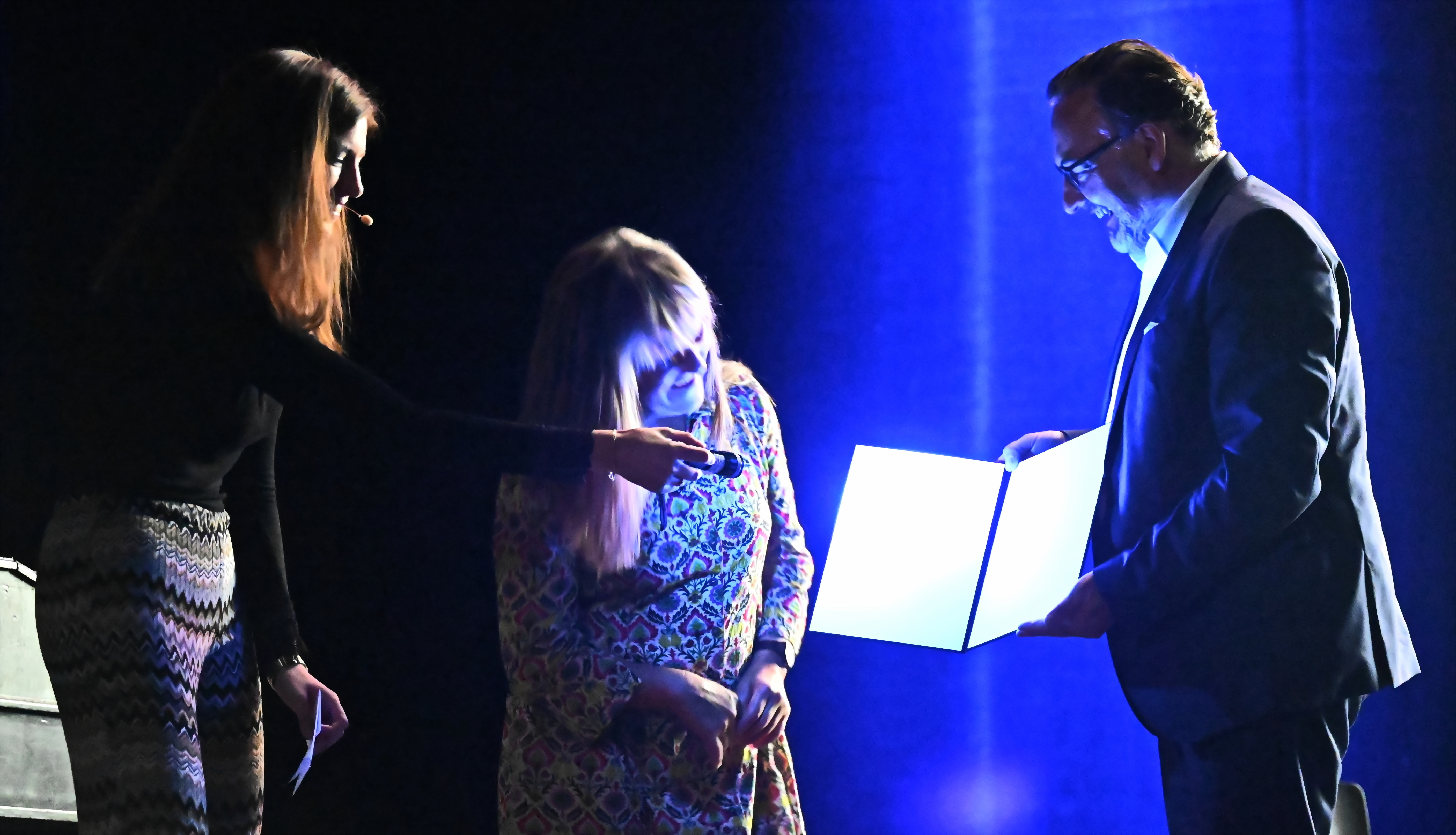
Münchens Kulturreferent Anton Biebl überreicht Gardi Hutter den Großen Valentin-Karlstadt-Preis

- 1986: Wilhelmshavener Knurrhahn (D)
- 1987: Prix de la Presse, Cannes (F)
- 1988: Prix Blanc et Noir, Saint-Gervais-les-Bains (F)
- 1989: Buxtehuder Kleinkunstigel (D)
- 1990: Hans Reinhart-Ring (CH)
- 1991: Oberschwäbischer Kleinkunstpreis, Ravensburg (D)
- 1995: Kulturpreis von St. Gallen (CH)
- 2001: Narrenkappe von Frauenfeld (CH)
- 2005: Schweizer KleinKunstPreis (CH)
- 2007: LOLLIPOP-Children’s Swiss Music Award (CH)
- 2007: FringeNYC – New York (USA) – Overall excellence award
- 2007: Festival Internacional de Pallasses, Andorra (AD), Premi Fipa: milord espectacle
- 2013: Ehrenpreis ARTISTIKA, Artistikfestival Visp (CH)
- 2013: La Stella de l’Arlecchino errante - Festival Pordenone (I)
- 2014: Prix Walo (Bühnenproduktion) für „WANDERFUL“ (CH)
- 2015: Membre of Academy of fools – Dir.: Slava Polunin, Moskva (RU)
- 2017: Premio Publico – Festival Intern. payasos Gran Canari (E)
- 2019: Honorary companion ZHdK – Zürcher Hochschule der Künste (CH)
- 2020: Rheintaler Kulturpreis „Goldiga Törgga“ (CH)[5]
- 2022: Großer Valentin-Karlstadt-Preis der Landeshauptstadt München (D)[6]
- 2025: Prix Walo in der Sparte Kabarett/Comedy[7]